# Азодіє
Азодіє (перс. عضديه) — село в Ірані, у дегестані Астане, у Центральному бахші, шагрестані Шазанд остану Марказі. За даними перепису 2006 року, його населення становило 400 осіб, що проживали у складі 128 сімей.

## Клімат
Середня річна температура становить 10,34 °C, середня максимальна – 29,21 °C, а середня мінімальна – -12,09 °C. Середня річна кількість опадів – 272 мм.
| Клімат поселення                              | Клімат поселення | Клімат поселення | Клімат поселення | Клімат поселення | Клімат поселення | Клімат поселення | Клімат поселення | Клімат поселення | Клімат поселення | Клімат поселення | Клімат поселення | Клімат поселення | Клімат поселення |
| Показник                                      | Січ.             | Лют.             | Бер.             | Квіт.            | Трав.            | Черв.            | Лип.             | Серп.            | Вер.             | Жовт.            | Лист.            | Груд.            |                  |
| Середній максимум, °C                         | 4,77             | 6,95             | 10,85            | 17,49            | 22,77            | 27,78            | 29,21            | 29,15            | 24,36            | 18,28            | 11,66            | 6,28             |                  |
| Середня температура, °C                       | −3,66            | −1,48            | 2,42             | 9,05             | 14,36            | 19,36            | 23,40            | 23,34            | 18,55            | 12,47            | 5,85             | 0,48             |                  |
| Середній мінімум, °C                          | −12,09           | −9,91            | −6,01            | 0,62             | 5,92             | 10,92            | 17,58            | 17,54            | 12,75            | 6,66             | 0,05             | −5,32            |                  |
| Норма опадів, мм                              | 41               | 39               | 50               | 37               | 30               | 5                | 1                | 1                | 0                | 6                | 25               | 37               |                  |
| Середньомісячна швидкість вітру, м/с          | 1.26             | 2.51             | 2.91             | 3.02             | 2.53             | 2.27             | 2.20             | 2.17             | 2.17             | 1.87             | 1.80             | 1.64             |                  |
| Середньомісячна сонячна радіація, кДж/м²·день | 9557             | 12618            | 15246            | 18429            | 22461            | 26976            | 25852            | 24240            | 21466            | 16101            | 11219            | 9171             |                  |
| --------------------------------------------- | ---------------- | ---------------- | ---------------- | ---------------- | ---------------- | ---------------- | ---------------- | ---------------- | ---------------- | ---------------- | ---------------- | ---------------- | ---------------- |
| Джерело:                                      |                  |                  |                  |                  |                  |                  |                  |                  |                  |                  |                  |                  |                  |